# Statismospora
Statismospora – rodzaj zarodnika, który po dojrzeniu jest oddzielany od wytwarzającej go struktury, ale nie jest mechanicznie wyrzucany. Ich przeciwieństwem są balistospory – zarodniki, które po dojrzeniu są przez podstawki mechanicznie wyrzucane.
U grzybów z grupy pieczarniaków (Agaricomycetes) powszechnym zjawiskiem jest wytwarzanie balistospor mechanicznie wyrzucanych przez podstawki. Istnieją jednak grupy grzybów wytwarzające statismospory. Są to np. grzyby należące do rodzin purchawkowatych (Lycoperdaceae), tęgoskórowatych (Sclerodermataceae) i truflowatych (Tuberaceae). Ich zarodniki (bazydiospory) nie są mechanicznie wyrzucane przez podstawki. Dojrzewający owocnik tych grzybów pęka, zarodniki oddzielają się od podstawek i przeważnie są uwalniane przez rozpryskujące się krople deszczu, wiatr lub zwierzęta.